# Indro
Indro is een bestuurslaag in het regentschap Gresik van de provincie Oost-Java, Indonesië. Indro telt 6712 inwoners (volkstelling 2010).